# Leonardo de Zocchis
Leonardo de Zocchis o anche Nardo alias Terracina (Terracina, 1517 – Napoli (prob.), 1594) fu credenziero del campione e giudice delle differenze nella zecca di Napoli.

## Biografia
Il soprannome "Terracina" deriva dal nome della città laziale che gli diede i natali, sebbene acquisì presto la cittadinanza napoletana. 
Fu investito per via di privilegio.
quale campión de los pesos, marcos y balancas nonché juez de las diferencias della Regia Zecca di Napoli nel 1546, cariche che ricoprì praticamente fino alla morte, avvenuta all'età di 77 anni.
Lo Zocchis si attirò i favori della Regia Corte sia perché fu il successore di Scipione De Martino, protetto del viceré Don Pietro di Toledo, sia per la sua grande capacità pratica con i metalli.
Tale benevolenza regia, corrisposta ad una seria attività istituzionale, lo portò ad arricchirsi in breve tempo a tal punto che le originarie rendite da modesto orefice si avvicinarono molto a quelle di tipo feudale. 
Ricoprì anche il ruolo di mastro di prova e di comprobatore nei casi di assenza di questi ultimi.
Subì due processi da parte dei visitatori generali nel Regno, ma non risultò mai soccombente; vinse inoltre un'importante causa contro i mastri razionali, avente ad oggetto l'assegnazione esclusiva dell'ufficio di campione dei pesi.
Si occupò, in varie occasioni, di relazionare al viceré di turno sullo stato della monetazione regnicola. Il suo rapporto più famoso fu quello del 1555, intitolato Distintione delle monete et valore et de quelli che le han fatto zeccare, manoscritto di riferimento per la ricostruzione della storia economica del Regno di Napoli, e ora utilizzato come riferimento storico per comprendere le titolazioni della monetazione napoletana del tempo.
La predetta relazione permette di ricostruire alcune vicende della zecca di Napoli nel secolo precedente la sua stesura, ma la sua versione definitiva è quella della Lista delo valor y cuños de las monedas que se han labrado en la cecha de Nápoles. 
Invece una vera e propria ricostruzione istituzionale degli officia della zecca di Napoli è stata messa nero su bianco dal Terracina nel Discorso intorno alli carichi et oblichi che teneno li regii officiali in la regia Zecca della Moneta di questa città di Napoli.
Al termine della sua lunghissima carriera, nel 1589, ricevette per privilegio segnato da Filippo II una ricompensa di duecento ducati annui e una pensione pari a 50 ducati annui.
Il Turbolo, nei suoi Discorsi e relazioni sulle monete del Regno di Napoli si vale continuamente della relazione più importante dello Zocchis, senza mai citarne l'autore.